# Saint-Éloy-les-Mines
Saint-Éloy-les-Mines är en kommun i departementet Puy-de-Dôme i regionen Auvergne-Rhône-Alpes i centrala Frankrike. Kommunen ligger i kantonen Montaigut som tillhör arrondissementet Riom. År 2022 hade Saint-Éloy-les-Mines 3 484 invånare.

## Befolkningsutveckling
Antalet invånare i kommunen Saint-Éloy-les-Mines
| Referens: INSEE |